# Horst Siegel (Radsportler)
Horst Siegel (* 4. August 1921 in Chemnitz) ist ein ehemaliger deutscher Radsportler, der in den 1950er Jahren in der DDR aktiv war.

## Sportliche Laufbahn
Als noch junger Fahrer gewann er vor dem Zweiten Weltkrieg das Eintagesrennen Rund um die Hainleite. Horst Siegel startete 1950 für die Betriebssportgemeinschaft (BSG) Vorwärts in Lichtenstein und gewann in diesem Jahr das 1. Lichtensteiner Kriterium. Diesen Erfolg konnte er in den Jahren 1953 und 1955 wiederholen. 1951 wechselte er zur BSG Dwigatel Wismut Chemnitz und wurde DDR-Vizemeister im Straßen-Einzelrennen. Dabei gewann er den 1. Lauf der Meisterschaft.
Als Mitglied der DDR-Nationalmannschaft nahm er an der DDR-Rundfahrt 1951 teil, wo er den 30. Platz erreichte. In den folgenden drei Jahren startete Siegel bei der DDR-Rundfahrt für die Sportvereinigung Wismut und belegte die Plätze 29 (1952) und neun (1953). Bei der Rundfahrt 1954 schied er vorzeitig aus. Die Radsportsaison 1953 war für Siegel die erfolgreichste. Neben seiner guten Platzierung bei der DDR-Rundfahrt, auf der er auf drei Etappen das Gelbe Trikot des Spitzenreiters trug, wurde er mit der Mannschaft BSG Dwigatel Wismut Karl-Marx-Stadt Meister im 100-km-Zeitfahren. Außerdem gewann er das traditionelle Eintagesrennen Rund um Leipzig. 1954 fuhr Siegel seine letzten großen Rennen, blieb aber sowohl bei den DDR-Meisterschaften wie bei der DDR-Rundfahrt erfolglos.